# Benzoan sodný
Benzoan sodný (natrium-benzoát) je sodná sůl kyseliny benzoové (kyseliny benzenkarboxylové). V potravinářství je známa pod svým E kódem E 211. Dále má také své uplatnění v pyrotechnice.

## Výskyt
Kyselina benzoová, její soli a estery jsou běžně obsaženy ve většině ovoce, především v bobulovitých plodech. Brusinky jsou velmi bohatým zdrojem benzoové kyseliny. Kromě ovoce se benzoáty přirozeně vyskytují v houbách, skořici, hřebíčku a několika mléčných výrobcích (jako výsledek bakteriálního kvašení). Pro komerční účely je tato látka připravována chemicky z toluenu.

## Příprava
Benzoan sodný může být v laboratoři připraven neutralizací kyseliny benzoové hydroxidem sodným. Při této reakci vzniká benzoan sodný a voda.
C6H5COOH + NaOH → C6H5COONa + H2O

## Použití
Kyselina benzoová (E210) a benzoáty jsou používány jako konzervační prostředky v kyselých výrobcích proti kvasinkám a plísním. Jsou neúčinné proti bakteriím a v produktech s pH 5 a vyšším (slabě kyselé či neutrální). Vysoké koncentrace způsobují kyselou příchuť, což omezuje jejich použití. Benzoáty jsou často upřednostňovány díky své lepší rozpustnosti.
Dále se také benzoan sodný používá v pyrotechnice jako pohon do pískavých složí, s chloristanem draselným jako oxidačním činidlem, obvykle v poměru 3:7. Po nalisování a zapálení tato směs vydává pískavé zvuky. Nicméně užití této směsi jako raketového paliva má i své stinné stránky, totiž při nesprávném nebo přílišném nalisování může směs způsobit výbuch, jelikož je velmi citlivá na nárazy.
Rovnice spalování benzoanu sodného:
2 C6H5COONa + 15 O2 → 14 CO2 + 4 H2O + 2 NaOH

## Nebezpečí
- Denní příjem benzoanu sodného je doporučen do 5 mg/kg tělesné hmotnosti.[zdroj?]
- V používaných koncentracích nemá žádné vedlejší účinky. U některých lidí mohou kyselina benzoová a benzoáty uvolňovat histamin a způsobovat pseudoalergické reakce.
- V kombinaci s vitamínem C (neboli E300) se tvoří benzen, který je silný karcinogen.[3]
- Může poškozovat strukturu DNA působí jako teratogen
- Může vyvolávat dědičné choroby jako je Parkinsonova nemoc.
- Z těchto i dalších důvodů je v některých státech použití benzoanu sodného omezeno jen na úzký okruh potravin: Nealkoholické nápoje, sirup, sojová omáčka (max 0,6 g/kg), margarín (max. 1 g/kg), kaviár (max 2,5 g/kg).
- V ČR se benzoan sodný neboli E211 používá široce. Je v českých džusech, českých salátech s majonézou, v českých nakládaných okurkách a mnoha výrobcích vyráběných v ČR. Dříve se prodával jako bílý prášek v sáčku pod názvem "PETOL" jako konzervační prostředek pro domácnost - působí bakteriostaticky a fungistaticky. V ovocných zavařeninách a kompotech se měnil na benzen (díky vitamínu C), navíc byla často překročena jeho maximální dávka (0,1% váhy potraviny). Jeho výroba byla zakázána.
- Celosvětová výroba benzoanu sodného se odhaduje na 60 000 tun ročně. WHO varuje před zatížením životního prostředí tímto jedem[4]